# Hélène Du Taillis
Hélène du Taillis est le pseudonyme de Marie-Hélène Roussy née à Sainte-Livrade-sur-Lot le 21 novembre 1873 et décédée le 4 novembre 1961 à Paris, journaliste et romancière française.

## Biographie
Hélène du Taillis commence sa carrière de journaliste en 1909 dans Le Figaro avant d'écrire dans Paris-Journal, Les Annales et Excelsior puis dans L'Œuvre à partir de 1916. Elle est notamment connue pour ses articles sur les académies puis pour ses romans féministes parus en 1924 et 1927.

## Œuvres
- Enterrons l'adultère, 1924. Prix Anaïs-Ségalas.
- La Nouvelle Bovary, 1927. Prix d'Académie.
- L'Enfant parmi les loups, 1954.